# Gombe (Kinshasa)
De gemeente Gombe, ook La Gombe is een gemeente in het district Lukunga in het uiterste noorden van de stadsprovincie Kinshasa, hoofdstad van de Democratische Republiek Congo.
Gombe is zowel een zakenstad als woongebied, gelegen aan de linkeroever van de Kongo, door de rivier gescheiden van Brazzaville. Gombe is de thuisbasis van de belangrijkste machtsorganen van de Democratische Republiek Congo, waaronder het presidentschap van de republiek in het Palais de la Nation, de Centrale Bank, evenals tal van ministeries, media en diplomatieke vertegenwoordigingen. Het is ook de thuisbasis van de belangrijkste financiële instellingen, het zakencentrum en het hoofdkwartier van de missie van de Verenigde Naties voor de stabilisatie in Congo, MONUSCO (het hoofdkamp bevindt zich in Limete).
| \| De 4 districten en 24 gemeentes van Kinshasa \| |                   |  |
| District Lukunga District Funa District Mont-Amba District Tshangu Brazzaville Kongo Pool Malebo M'Bamou Baai van Ngaliema Gombe Barumbu Kin. Ling. K.-V. Ng.-Ng. Kal. Banda- lungwa Kintambo Ngaliema Selembao Bumbu Makala Ngaba Lemba Limete Matete Kisenso Masina Ndjili Kimbanseke Nsele Mont-Ngafula N. M.-N. Ns. Kim. Maluku |                   |  |
| afkortingen: stadscentrum: Kinshasa (Kin.), Kasa-Vubu (K.-V.), Lingwala (Ling.), Ngiri-Ngiri (Ng.-Ng.) provinciekaart: Ngaliema (N.), Mont-Ngafula (M.-N.), Kimbanseke (Kim.), Nsele (Ns.) |                   |  |
| De 4 districten en 24 gemeentes van Kinshasa | Vlag van Kinshasa |  |